# Дембова-Гура (Скерневицький повіт)
Дембова-Гура (пол. Dębowa Góra) — село в Польщі, у гміні Скерневиці Скерневицького повіту Лодзинського воєводства.
Населення — 488 осіб (2011).
У 1975-1998 роках село належало до Скерневицького воєводства.

## Демографія
Демографічна структура станом на 31 березня 2011 року:
|          | Загалом | Допрацездатний вік | Працездатний вік | Постпрацездатний вік |
| -------- | ------- | ------------------ | ---------------- | -------------------- |
| Чоловіки | 249     | 53                 | 173              | 23                   |
| Жінки    | 239     | 48                 | 135              | 56                   |
| Разом    | 488     | 101                | 308              | 79                   |